# IC 2093
IC 2093 — галактика типу * (зірка) у сузір'ї Оріон.
Цей об'єкт міститься в оригінальній редакції індексного каталогу.